# Dacrydium gibbsiae
Dacrydium gibbsiae är en barrträdart som beskrevs av Otto Stapf. Dacrydium gibbsiae ingår i släktet Dacrydium, och familjen Podocarpaceae. Inga underarter finns listade i Catalogue of Life.